# Gunnar Karlsson-Tjörnebo
Karl Gunnar Alfred Karlsson-Tjörnebo (Tjörnarp, 23 marzo 1927 – Helsingborg, 15 marzo 2009) è stato un siepista svedese.

## Biografia
Partecipò a tre edizioni dei Giochi olimpici ottenendo come miglior risultato un quinto posto a Roma 1960. Fu sei volte campione svedese della specialità fra il 1951 e il 1961 e per quattro volte migliorò il primato nazionale.

## Palmarès
| Anno | Manifestazione  | Sede      | Evento       | Risultato | Prestazione | Note  |
| ---- | --------------- | --------- | ------------ | --------- | ----------- | ----- |
| 1952 | Giochi olimpici | Helsinki  | 3000 m siepi | 12º       | 10'26"4     | [ 3 ] |
| 1956 | Giochi olimpici | Melbourne | 3000 m siepi | Batteria  | 9'02"0      | [ 4 ] |
| 1960 | Giochi olimpici | Roma      | 3000 m siepi | 5º        | 8'58"6      | [ 5 ] |